# 고노시마우치촌
고노시마우치촌(神島内村)은 오카야마현 서부, 오다군에 속해있던 촌이다. 현재의 가사오카시에 해당한다.

## 지리
1960년대까지 혼슈와 가미시마는 바다를 가르고 있어, 쌍방을 걸친 촌역이었다.

## 역사
- 1889년 6월 1일 - 정촌제 시행에 의해 오다군 고노시마우치촌이 발족하였다.
- 1953년 10월 1일 - 가사오카시에 편입해 폐지되었다.

## 참고문헌
- 角川日本地名大辞典 33 岡山県